# فيضة البنت
فيضة البنت هي فيضة في قضاء السلمان بمحافظة المثنى، بالبادية العراقية جنوب العراق.